# Castillo de Fontaner
El castillo de Fontaner está situado en la localidad turolense de Fortanete.

## Historia
El castillo de Fontaner y la población fueron fundados por los musulmanes y conquistados por Alfonso II de Aragón en su campaña por las tierras del sudeste de Teruel, frente al reino almohade de Valencia; además del castillo que nos ocupa el municipio cuenta con la existencia del llamado Castillo del Cid (Fortanete), situado a 6 kilómetros al norte de Fortanete, de época islámica y conocido en las batallas del Cid aunque también fue utilizado en el siglo XIX por los carlistas.
Como otras poblaciones del entorno, Fortanete fue donada a la Orden de Alfambra, pasando posteriormente a la del Temple dentro de la encomienda de Cantavieja.
Pedro II de Aragón, entregó el castillo de Fortaner en 1202 a la Orden de San Juan del Hospital, perteneciendo a la Encomienda de Aliaga. En 1260 hubo un acuerdo entre los concejos y los caballeros hospitalarios sobre los límites de los términos de Fortanete y Valdelinares, y en 1414 se realizaría el amojonamiento entre Fortanete y Jorcas.
La Orden del Hospital mantuvo su jurisdicción sobre la zona hasta 1785.
En el siglo XIX este territorio fue ocupado por los carlistas, transformando el castillo para el uso de artillería, siendo escenario de batallas

## Descripción
El castillo se compone de una torre situada en la parte alta del monte más un recinto amurallado, de planta cercana al triángulo; uno de los muros discurre al este del castillo, otro al oeste y el tercero en la parte baja del montículo, ya muy cerca de la población.
La torre principal es de pequeñas dimensiones y planta rectangular, y obra de mampostería, que ha perdido el remate.
El interior se distribuye en dos salas separadas por un muro, una de mayor tamaño y en la que se observan restos de la puerta de ingreso que mira hacia la población, puerta que ha sufrido el expolio de los sillares que conformarían el acceso.
En el espacio menor se aprecian las troneras defensivas enmarcadas en sillar, construidas en los asedios carlistas.
Estas salas debían estar cubiertas por una bóveda de cañón cuyos arranques se ven el muro.
El castillo estuvo rodeado de un pequeño recinto o foso del que hoy se observan escasos restos de sillar en su lado noroeste. Alguno de los muros del castillo conserva, en una parte de su cara exterior, el recubrimiento con sillarejo, mientas que en otras, éste se ha perdido y se aprecia directamente la fábrica del muro compuesto por piedras unidas con argamasa de cal y canto.
Del castillo parten dos lienzos de muralla descendentes, hacia el oeste y este, hasta los pies de la colina, murallas que están protegidas en los extremos por sendas torres, con obra de mampostería.
La muralla sudoeste se conserva en relativo buen estado de conservación ya que presenta una altura que supera en algún punto los cuatro metros. Es de fábrica de mampostería unida con argamasa, y conserva aspilleras. Este lienzo discurre hasta torreón un de planta cuadrada, que ha perdido el remate y parte de su fábrica, aunque es de gran envergadura.
La muralla nordeste está en peor estado de conservación, sin presentar prácticamente altura; posiblemente su aparejo fue utilizado para otras construcciones de la localidad.
El torreón situado en el extremo de esta muralla fue transformado en vivienda aunque en sus muros todavía se observan aspilleras.
Estas torres estaban unidas por un pequeño recinto del cual hoy quedan escasos restos visibles, embebidos por construcciones, integrados en vivienda o aprovechados sus muros como corrales, como aterrazamientos de huertas.
Durante la visita (2005) se estaban realizando obras en una casa próxima al torreón del extremo nordeste, en la cual, según la información recibida de un vecino, había aparecido un tramo de muralla. Este dato no se pudo comprobar, aunque dada la proximidad al torreón y la situación de la vivienda, es posible que la muralla discurriese por el interior de esta vivienda.
En el recinto interior se localizaron algunos fragmentos de cerámica de técnica ibérica que permiten considerar la ladera sur y la cima de este cabezo como un asentamiento de época ibérica. En superficie no se detectaron estructuras que pudiesen vincularse con los materiales cerámicos. También se ha podido constatar la presencia de fragmentos cerámicos medievales, de época andalusí y de época cristiana. Los diversos agujeros y catas realizados por clandestinos por toda la ladera y por la cima han permitido aflorar materiales cerámicos y nivel arqueológico. Destaca la cata clandestina realizada junto a la cara exterior del muro Norte del torreón, que ha descubierto la potente cimentación de esta estructura.